# Jiu Jitsu
Pour plus de détails, voir Fiche technique et Distribution.
Jiu Jitsu est un film américain réalisé par Dimitri Logothetis, sorti en 2020.

## Synopsis
Tous les six ans, un ancien ordre de combattants experts du Jiu Jitsu affronte une race vicieuse d'envahisseurs extraterrestres dans une bataille pour la Terre. Pendant des milliers d'années, les envahisseurs ont perdu contre les défenseurs de la Terre, jusqu'à maintenant. L'avenir de la Terre est en danger.

## Fiche technique
- Titre original : Jiu Jitsu
- Réalisation : Dimitri Logothetis
- Scénario : Dimitri Logothetis et Jim McGrath
- Photographie : Gerardo Madrazo
- Musique : Mocean Worker
- Producteurs : Martin J. Barab, Chris Economides, Dimitri Logothetis
- Société de production : Acme Rocket Fuel
- Société de distribution : Highland Film Group
- Pays d'origine :  États-Unis
- Langue originale : anglais
- Format : couleur - 2.39:1
- Genre : action, science-fiction
- Durée : 102 minutes
- Dates de sortie :
  -  États-Unis : 20 novembre 2020
  -  France : 17 mars 2021 (DVD)

## Distribution
Sauf indication contraire, les informations mentionnées dans cette section peuvent être confirmées par la base de données cinématographiques IMDb,  présente dans la section « Liens externes ».
- Alain Moussi (VF : Benjamin Pascal) : Jake Barnes
- Nicolas Cage (VF : Dominique Collignon-Maurin) : Wylie
- Frank Grillo (VF : Jérôme Pauwels) : Harrigan
- JuJu Chan (en) (VF : Meaghan Dendraël) : Carmen
- Tony Jaa (VF : Philippe Chaine) : Kueng
- Rick Yune (VF : Anatole Yun-Thibault) : le capitaine Sand
- Marie Avgeropoulos (VF : Alice Taurand) : Myra
- Raymond Pinharry : Fisherman
- Tommy Walker (VF : Éric Daries) : Private Tommy
- John D. Hickman (VF : Antoine Tomé) : Hickman
- Eddie Steeples (VF : Jean-Michel Vaubien) : Tex
- Marrese Crump (VF : Thierno Ba) : Forbes
- Ryan Tarran : Brax
- June Sasitorn : June
- Dan Rizzuto : Franz
- Rigan Machado : Victor
- Jack Kingsley : Hector

 Source et légende : version française (VF) sur RS Doublage et selon le carton du doublage français.